# Abakoum
Abakoum est une localité du Cameroun située dans la région de l'Est et le département du Haut-Nyong. Elle fait partie de l'arrondissement (commune) de Lomié.

## Population
En 1964-1965, on dénombrait 118 habitants à Abakoum, dont 91 Dzimou et 27 pygmées Baka.
Lors du recensement de 2005, Abakoum comptait 247 habitants.